# Тувдэнгийн Бор

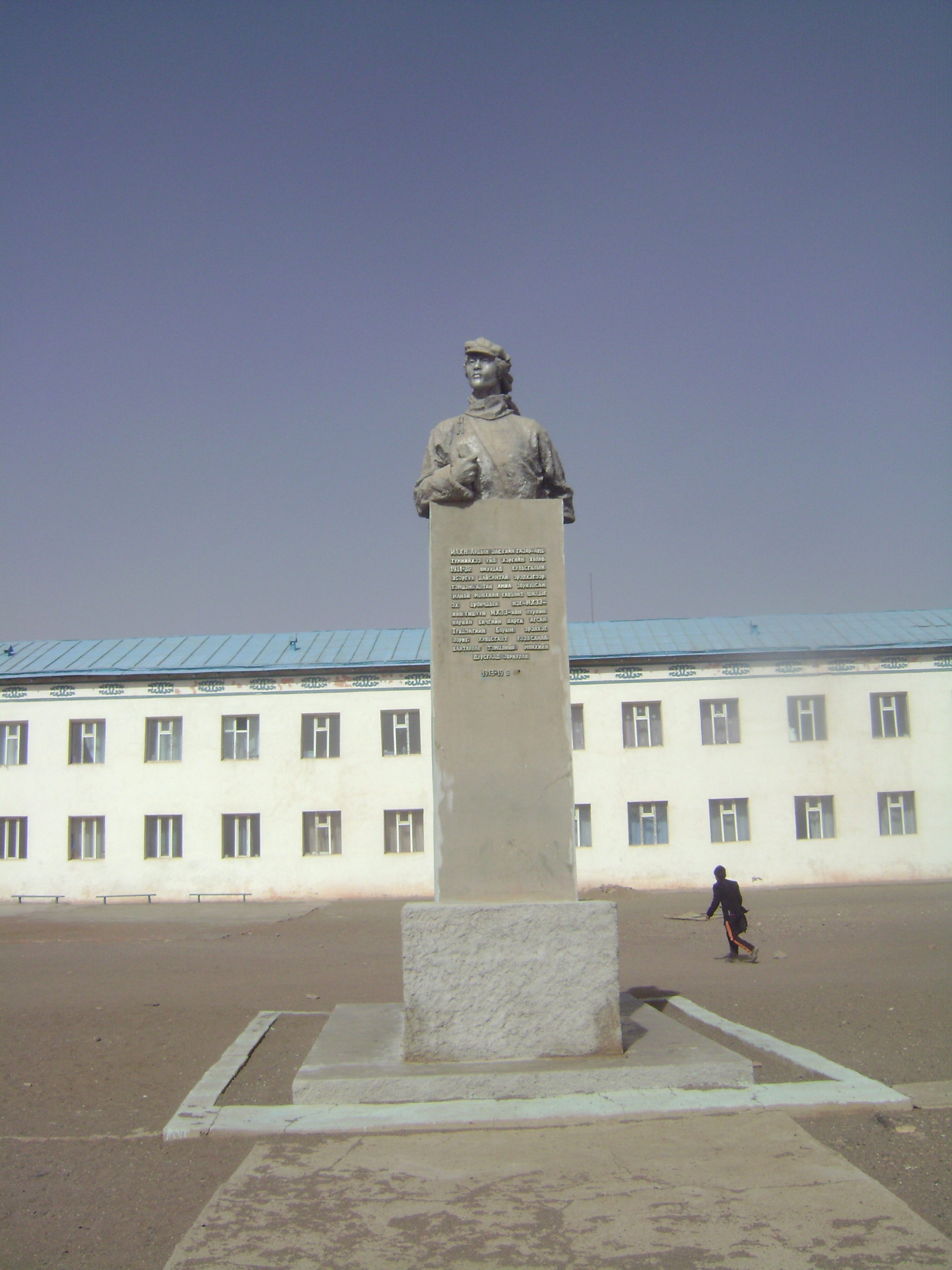
Памятник Тувдэнгийн Бор в Цогтцэций

Тувдэнгийн Бор (монг. Түвдэнгийн Бор; 1913, Богдо-ханская Монголия — 1932, сомон Цогтцэций, Южно-Гобийский аймак) — член Монгольского революционного союза молодёжи, Герой Монгольской Народной Республики (посмертно, 1971).

## Биография
Родилась в семье пастуха. Училась грамоте. В 1930 году стала членом Монгольского революционного союза молодёжи, была избрана руководителем местного отделения МРСМ. Боролась с различными попытками феодалов свергнуть народную власть. Когда те уговорами заставили часть монголов оставить свои родные земли и переехать в Китай Т.Бор и группа её однодумцев вели кампанию за их возвращение, разъясняя политику правительства.
В марте 1932 года попали в засаду и были схвачены врагами и отвезены в Лунский монастырь, где их пытали всю ночь, а рано утром следующего дня отвезли на высокую гору, расстреляли, сбросили в обрыв и закидали камнями. Первой была казнена Тувдэнгийн Бор.
13 октября 1971 года Указом правительства МНР Тувдэнгийн Бор было присвоено посмертно звание Героя Монгольской Народной Республики.

## Память
- В центре сомона Даланзадгад Южно-Гобийского аймака и Цогтцэцие установлены памятники Тувдэнгийн Бор.
- Её имя присвоено одной из средних школ, создан музей, рассказывающий о жизни и борьбе героини.